# 棘
棘（とげ、刺、朿）は、生物または人工物の表面における、固く頂点の鋭い円錐形の突起のこと。生物体または人工物を保護する役割で存在することが多い。また、比喩的に心に傷を与えるような言動に対して「棘のある」という言い方もする。前者の棘も後者の棘も、必要以上に多いと思われるときは「とげとげ」という擬態語で修飾される。

## 生物における棘
生物の体表に棘がある例は数多い。多少とも硬質化した素材によって作られており、表面から突き出し、先端が多少ともとがったものをこういう。定義はあいまいであるが、円錐状突起でもやわらかければ、棘とは言わない。類似の構造で細いものを針と言うが、その境界ははっきりしない。
表面から突き出した棘はその体を保護することを目的とすると考えられる例が多い。捕食者がその体に触れにくくなり、あるいは食おうとすると口に引っかかって食べにくくなる、などが考えられる。さらに積極的な撃退の役割を担うように、深く突き刺さるようになっていたり、容易に脱落したり、有毒になっている例もある（イラクサなど）。他に、引っかかることを目的としていると見られる例もある。蔓になるバラの刺はこの両方の役割を持つと考えられる。
生物の持つ棘は何かしら体の一部が変形した器官である。毛が太くなって硬化したものの場合、棘状毛といった呼称もある。

### 表面が変化した棘

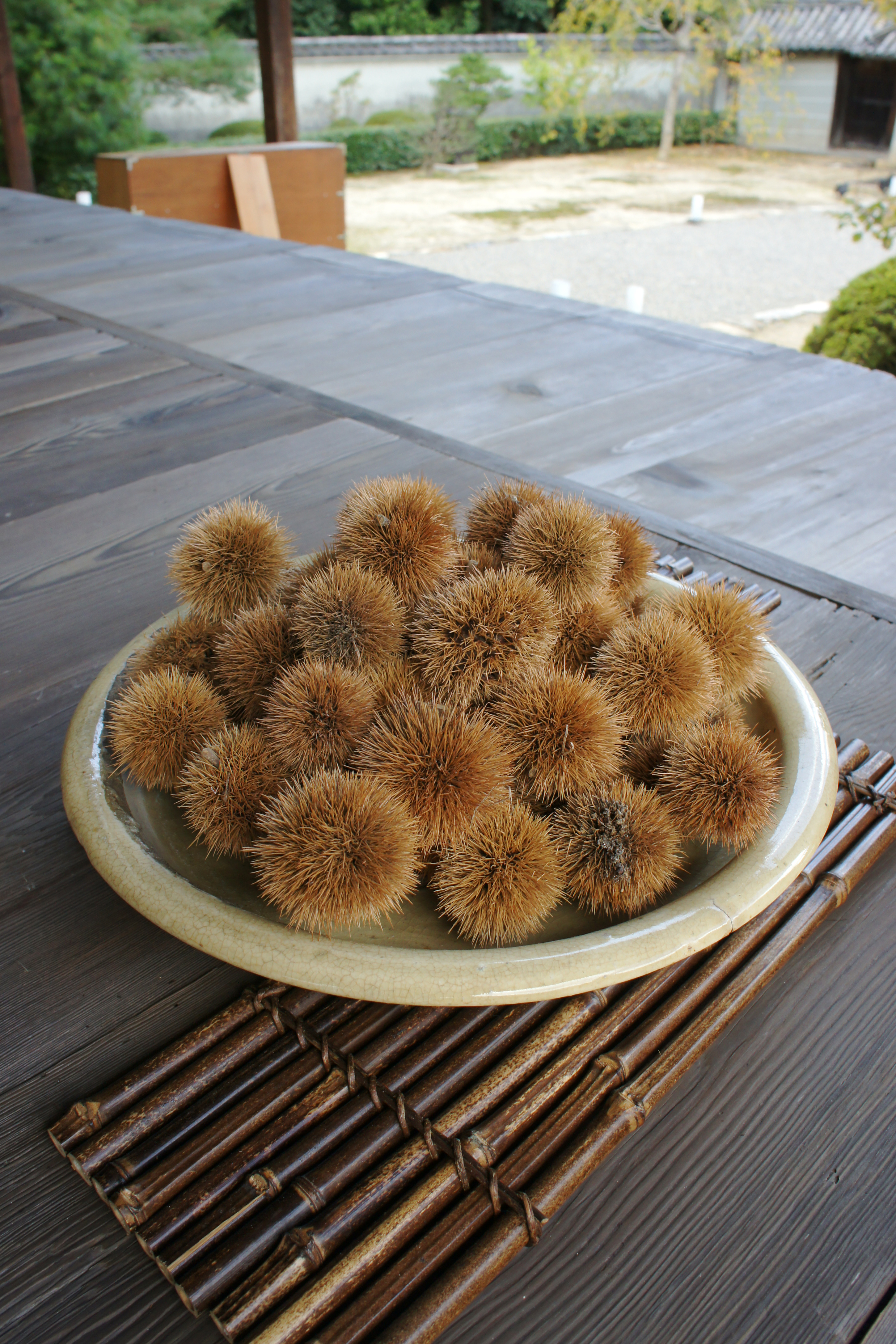
栗のいが

表面が変化した棘は昆虫や植物に多い。昆虫においては背側の外骨格の一部が突起に変化している。カブトムシやトゲハムシなど甲虫に多い。また、付属肢に棘を発達させる例は節足動物全体に非常に多い。ウニの棘は骨格の一部である。
植物においては、茎の表皮の一部が突起状に変化して固化しているバラ、実の表皮が変形しいが（毬、梂）となったクリなどに棘が見受けられる。オナモミなど果実に棘を持ち、それによって動物体表に引っかかることで、種子散布の助けとなる例もある。

### もともと突起だった部分が変化した棘
もともと突起だった部分が変化した棘は哺乳動物や乾燥地帯の植物などが持つ。哺乳動物においては、ヤマアラシやハリネズミのものが有名で、主に背側の毛が固化してまっすぐになっている。他の棘と区別して刺毛（しもう、棘毛（とげけ）とも）とも呼ばれる。魚類では鱗が変形したものが全身にあるのがハリセンボンである。
乾燥帯の植物は、葉が枯化、固化、変形して円錐状突起になっているものがある。葉からの水分蒸散を押さえる保水と外敵からの茎の保護が目的とされる。サボテンなど多肉植物に多く見られる。ただし、茎から伸びる棘がすべて葉の変形とは限らない。サイカチやアカシアなどは棘の基部から葉が出ていることから、一部の枝が棘に変形したものと判断できる。

## 人工物における棘
人工物には保護やファッションのために棘がつけられることが多い。生物の持つ棘のような円錐形のものは加工しにくいため、先を斜めに切ったような細い円柱形のものをつけられることが多かった。防御・防犯用の有刺鉄線や、ハトを始めとした害獣避けなどに棘が使われる。
また、一般的ではないが、モーニングスターのような武器や、アイアンメイデンのような拷問器具などにも見られる。

## 加工や老朽化で生じる棘
木材や金属、プラスチックなどの製品を切断加工したり、あるいは木材や樹木など繊維質の多い物が老朽化したときに表面の繊維質が剥離してくることで、棘が生じる事がある。また、主に金属やプラスチックなどの工業製品の加工過程に生じる物の場合、バリとも呼び、切断後の研磨が不完全であったり、金型の作りが不完全であったりすると発生しやすくなる。いずれも往々にして、物が引っかかって破損する、身体に接触して怪我をしたりする原因などになるため、注意が必要であり、研磨ができる物であればした方が良い。特に老朽化した木材や樹木等の場合、そのまま剥がれた棘が皮膚の中に入り込んでしまう事もあり、往々にして厄介である。